# Keishia Thorpe
Keishia Thorpe (Jamaica, 1979) es una deportista, conferencista y profesora de inglés estadounidense.

## Biografía
Nació en la pobreza de Jamaica. Migró con una beca de atletismo a los 12 años, estudió en la Universidad de Howard, se convirtió en una educadora en Maryland, Estados Unidos.
Thorpe enseña en la Escuela Secundaria Internacional en Langley Park en el Condado de Prince George, Maryland, en los suburbios de Washington D. C.. Donde da clase a los estudiares de último año de educación secundaria que provienen de familias de inmigrantes y refugiados pobres.
Thorpe identificó del problema agregado que representa el desconocimiento total o parcial del idioma inglés por lo que, comenzó a dar asesorías del idioma a sus compañeros inmigrantes.
Thorpe y su hermana Treisha Thorpe, cofundaron una organización sin fines de lucro llamada: Atletismo Internacional de Élite de Estados Unidos (US Elite International Track and Field), que apoya a los obtener becas internacionales a los deportistas y seguir estudiando. Asistiendo a la universidad sin acumular ninguna deuda.
Su trabajo se destacó entre 8.000 nominaciones y solicitudes de 121 países de todo el mundo. Obteniendo el Premio Global a la Enseñanza en 2021.